# (11365) NASA
(11365) NASA (1998 FK126) – planetoida z pasa głównego asteroid okrążająca Słońce w ciągu 3,23 lat w średniej odległości 2,18 j.a. Odkryta 23 marca 1998 roku.